# 山﨑正毅
山﨑 正毅（やまざき まさき、1955年1月19日 - ）は、シナネンホールディングス社長。

## 経歴
東京都出身。1979横浜市立大学商学部卒業。横浜市立大学ラグビー部出身。
1979年4月 AIU保険会社入社。
1996年1月 Walt Disney Enterpraise ,Japan 入社(現The Walt Disney Company Japan )Finance Director Electronic Arts ,Japan 入社、Finance Director
2001年1月 エレクトロニック・アーツ CFO,Vice President
2012年12月 ヴァーレ・ジャパン代表取締役副社長
2016年6月 シナネンホールディングス取締役(監査等委員)
2019年6月 同社取締役社長(現在)